# Gasoduto Nabucco

Traçado proposto para o Gasoduto Nabucco.

O Gasoduto Nabucco é um projeto para transporte de gás natural entre a Turquia e a Áustria, passando pela Bulgária, Romênia e Hungria. Um de seus objetivos é diversificar as fontes de insumos energéticos que abastecem a Europa, diminuindo sua dependência da Rússia. Por essa razão, o projeto é apoiado pelos Estados Unidos, que tem posição contrária à hegemonia russa sobre a energia na Europa.
Atualmente, o projeto vem sendo abandonado por conta do sucesso de seu concorrente, o South Stream, desenvolvido pela Rússia.

## Empresa responsável pelo projeto
O projeto é desenvolvido pela joint venture Nabucco Gas Pipeline International GmbH. Seus sócios são as seguintes empresas:
- OMV (Áustria)
- MOL (Hungria)
- Transgaz (Romênia)
- Bulgargaz (Bulgária)
- BOTAŞ (Turquia)
- RWE (Alemanha)